# محمد سعيد الطبقجلي
وهو الشيخ محمد سعيد بن السيد محمد أمين بن محمد صالح بن إسماعيل بن خليل.
ولد في بغداد وبها نشأ، وقرأ على علماء عصره ومنهم الوزير داود باشا، والعلامة عبد الرحمن الروزبهاري، وعلى والده، حتى بلغ درجة عالية في الفقه واللغة العربية، وعين مفتياً في مدينة الحلة وتقلد عدة مناصب، وعينه الوالي العثماني علي رضا باشا اللاظ مفتياً للمذهب الحنفي في بغداد عام 1247 هـ، ثم عزله، وكان حاد المزاج صريحاً شديداً بالحق، لا يخاف في اللهِ لومة لائم.
وله شرح على قصيدة (الأعظمية) لشاعر العراق عبد الباقي العمري في مدح الإمام أبو حنيفة، والتي مطلعها:
وذكر العلامة أبو الثناء الألوسي بعض آرائه في تفسيره روح المعاني، ويقول:(وذكر مفتينا السعيد).
وكان محترماً بين العلماء وأعيان البلد، مسموع الكلمة، ومدحه الكثير من الشعراء والأدباء، ولديه ولع بالكتب وعنده مكتبة ضخمة غنية بالمصادر.
وصفه الشيخ نعمان الآلوسي بقولهِ: (كان ذا تقوى وديانة وعفة وصيانة، لايغتاب أحداً، كثير الصيام والقيام، وكان بشع الخط، حديد المزاج، ينفق على الأرامل واليتامى).

## من مؤلفاته
- شرح شواهد القطر للفاكهي.
- شرح عصام الوضع.

## وفاته
توفي المفتي الطبقجلي يوم الثلاثاء 13 شوال عام 1273هـ/ 1856م، وشيع في موكب مهيب ودفن في مقبرة الخيزران، في كلية الإمام الأعظم عند قاعدة مئذنة الجامع، وكتبت هذه الأبيات على شاهد قبره، وهي من شعر الشاعر عبد الغفار الأخرس:
1273هـ.
ورثاه الشاعر محمد أمين العمري بقصيدة رائعة منها قوله: